# Gil Vermouth
Gil Vermouth (hebr. גיל ורמוט; ur. 5 sierpnia 1985 w Kirjat Jam) – izraelski piłkarz posiadający polskie obywatelstwo, występujący na pozycji pomocnika. Zawodnik Maccabi Hajfa, do którego trafił w 2016 roku. W reprezentacji Izraela zadebiutował w 2009 roku.